# Kobresia royleana
Kobresia royleana är en halvgräsart som först beskrevs av Christian Gottfried Daniel Nees von Esenbeck, och fick sitt nu gällande namn av Johann Otto Boeckeler. Kobresia royleana ingår i släktet sävstarrar, och familjen halvgräs.

## Underarter
Arten delas in i följande underarter:
- K. r. minshanica
- K. r. royleana
- K. r. himalaica